# Ernst Hufschmid
Ernst Hufschmid (9 oktober 1910-datum van overlijden onbekend) was een Zwitsers handballer.
Op de Olympische Spelen van 1936 in Berlijn won hij de bronzen medaille met Zwitserland. Hufschmid speelde vijf wedstrijden.
Max Blösch · Rolf Fäs · Burkhard Gantenbein · Willy Gysi · Erland Herkenrath · Ernst Hufschmid · Willy Hufschmid · Werner Meyer · Georg Mischon · Willy Schäfer · Werner Scheurmann · Edy Schmid · Erich Schmitt · Eugen Seiterle · Max Streib · Robert Studer · Rudolf Wirz